# Toque terapêutico
Toque terapêutico (normalmente abreviado como "TT"), conhecido por alguns como "toque terapêutico sem contato" (TTSC), é um tipo de cura pela fé cujos praticantes alegam promover curas, reduzir dores e ansiedade. "Therapeutic Touch" é uma marca registrada no Canadá com uma "prática de tratamento estruturada e padronizada executada por praticantes treinados para serem sensitivos à recepção do campo energético que circunda o corpo;... o toque corporal não é obrigatório."
Praticantes do toque terapêutico afirmam que ao colocarem suas mãos sobre, ou perto, de um paciente eles são capazes de detectar e manipular as bioenergias desse paciente. Um estudo muito citado, elaborado por Emily Rosa quando ela tinha nove anos de idade e publicado no  Journal of the American Medical Association em 1998, descobriu que os praticantes do toque terapêutico não foram capazes de detectar a presença ou ausência de uma mão colocada a poucos centímetros das suas quando seu campo visual era obstruído. Simon Singh e Edzard Ernst concluíram em seu livro de 2008, Trick or Treatment, que "o campo de energia provavelmente não era nada mais que uma ficção na imaginação dos praticantes".
A American Cancer Society afirmou que "a evidência científica disponível não baliza qualquer alegação que TT possa curar câncer ou outras doenças." Uma revisão sistemática da Colaboração Cochrane de 2004 não encontrou nenhuma boa evidência de que a prática ajudaria na cicatrização de ferimentos, mas foi retratada em 2016 por que os autores não confiavam na validade dos estudos revisados.

## Origem
Dora Kunz, uma promotora da teosofia e ex-presidente (1975–1987) da Theosophical Society in America, e Dolores Krieger, atualmente Professor Emerita of Nursing Science da Universidade de Nova Iorque, desenvolveram o toque terapêutico nos anos 70.
Segundo  Krieger, o toque terapêutico tem suas raízes em antigas práticas de cura como a imposição de mãos, apesar de não haver conexão com religião ou com a cura pela fé. Krieger afirma que, "em última análise, é o paciente (cliente) que cura a si mesmo. O curador ou terapeuta, nesta visão, atua como um sistema de suporte energético humano até que o próprio sistema imunológico do paciente esteja forte o suficiente." A cura ocorreria através de um suposto processo físico chamado "ressonância de transferência de elétrons", descrito como "nonsense" pelo físico  Alan Sokal.

## Investigação científica
Emily Rosa, aos 9 anos de idade, concebeu e executou um estudo sobre o toque terapêutico. Com a ajuda de Stephen Barrett, do Quackwatch, e a assistência de sua mãe, Linda Rosa, uma enfermeira, Emily se tornou a mais jovem membro de um grupo de pesquisa que teve um artigo científico aceito pelo Journal of the American Medical Association (JAMA), pela sua contribuição em um estudo do toque terapêutico, que  desmascarou as alegações dos praticantes. Vinte e um praticantes do toque terapêutico participaram do estudo, e eles tentaram detectar a aura de Emily. Os praticantes ficaram de um lado de um anteparo de papelão, enquanto Emily permanecia do outro lado. Os praticantes então colocavam suas mãos através de aberturas no anteparo. Emily usou uma moeda para determinar sobre qual das mãos do praticante ela aproximaria suas mãos (obviamente, sem encostar). Ela então perguntou aos praticantes  se eles podiam sentir o campo energético dela, e onde estava sua mão. Apesar de todos os participantes terem afirmado que seriam capazes de fazer isso, os resultados obtidos não apoiaram essas afirmações. Depois de testes com repetições, os praticantes foram capazes de localizar sua mão em proporções que não diferiram daquelas esperadas pelo acaso. Editor do JAMA, o médico George D. Lundberg, recomendou que pacientes e empresas de planos de saúde se recusassem a pagar pelo toque terapêutico ou pelo menos questionassem se o pagamento ou não é correto "até ou ao menos que  honesta experimentação adicional  demonstre um efeito verdadeiro."
Em 1999 uma revisão sobre a física das terapias alternativas afirmou que a existência de um "bio-campo" ou "campo bio-energético" contradiz diretamente os princípios da física, química e biologia. Uma revisão sistemática da efetividade de várias técnicas de tratamentos à distância concluiu que "As limitações metodológicas dos diversos estudos dificultam a obtenção de conclusões definitivas sobre a eficácia do tratamento à distância. Entretanto... as evidências estão muito distantes do mérito de receberem estudos posteriores."
Uma revisão sistemática da Colaboração Cochrane publicada inicialmente em 2004 concluiu que "não existe evidência sólida de que o TT possa curar ferimentos." Em 2016 essa revisão foi retratada por causa de dúvidas sobre a validade dos estudos incluídos.
A American Cancer Society publicou que a "A evidência científica disponível não suporta qualquer alegação de que o TT possa curar o câncer ou outras doenças."

## Toque terapêutico e ensino de enfermagem
Em 2006 Sokal reportou estimativas de mais de 80 cursos secundários e superiores, em mais de 70 países, onde o toque terapêutico é ensinado, assim como em 80  hospitais na América do Norte onde isto é praticado. Ele complementou que "apoiadores e críticos do TT em geral concordam sobre alguns fatos básicos; [...] mesmo assim, essas figuras podem ser vistas como um grão de sal, pois tanto defensores quanto críticos [...] têm interesse de exagerar sua incidência".
Owen Hammer e James Underdown, do Independent Investigations Group, examinaram os padrões de enfermagem na Califórnia, onde um comitê chamado California Board of Registered Nursing (CBRN) pode reconhecer as enfermeiras diplomadas que dão aulas sobre TT como educação continuada, o que necessita  de autorizações renovadas pelo comitê. Em 2006 Hammer and Underdown apresentaram ao comitê a evidência científica refutando a validade do toque terapêutico como um tratamento legítimo, mas o comitê não mudou suas diretrizes.